# Деніел Макфадден
Деніел Л. Макфадден (англ. Daniel L. McFadden; 29 липня 1937, Ролі, Північна Кароліна) — американський економіст, лауреат Нобелівської премії з економіки 2000 року «За розробку теорії і методів для аналізу дискретного вибору».
Навчався в університеті Міннесоти. Доктор філософії Чиказького університету.
Працював в Каліфорнійському університеті (Берклі) та Массачусетському технологічному інституті.
Президент Економетричного товариства (1985) та Американської економічної спілки (2005).
Нагороджений медалями Дж. Б. Кларка (1975) та Фріша (1986). Пожертвував Нобелівську премію Фонду Товариства Східної затоки в цілях підтримки освіти і мистецтва.